# Norma (pel·lícula)
Norma és una pel·lícula de comèdia dramàtica argentina-xilena-uruguaiana de 2023 dirigida per Santiago Giralt. Es tracta de l'adaptació de la novel·la Señales de humo del mateix Giralt. Narra la història d'una dona que busca reinventar-se després de la renúncia de la seva empleada domèstica. És protagonitzada per Mercedes Morán, Alejandro Awada, Lorena Vega i Mercedes Scápola. La pel·lícula es va estrenar el 19 d'octubre de 2023 a les sales de cinemes de l'Argentina, abans de ser llançada en Netflix el 22 de desembre d'aquest mateix any.

## Argument
Narra la història de Norma, un pobletana de 64 anys a qui la seva empleada domèstica de tota la vida li renuncia, per la qual cosa al principi el seu món sembla que s'ensorra, no obstant això, després de l'arribada d'una psicòloga al poble, Norma comença un viatge d'autodescobriment.

## Repartiment
- Mercedes Morán com a Norma Lera
- Alejandro Awada com a Gustavo
- Lorena Vega com a Judith
- Mercedes Scápola com a Inés
- Marco Antonio Caponi com a Roberto
- Mirella Pascual com a Beba
- Elvira Onetto com a Estela
- Claudia Cantero com a Rosita
- Elizabeth Vernaci com a Gabriela Aguirre
- Irene Gonnet com a Alina
- Eduardo Migliónico com a Turco
- Jenny Galván com a Turca

## Recepció

### Comentaris de la crítica
La pel·lícula va rebre crítiques positives per part de la premsa. Ezequiel Boetti de Página/12 va destacar que «el director li imprimeix el to d'una comèdia amable i feliçment lleugera a la història d'una dona de província que als 60 anys decideix canviar la seva vida». Pablo De Vita de La Nación a assenyalar que «la idea no és nova, però Giralt aconsegueix una pel·lícula amena i càlida que es gaudeix amb els seus aires de meravella i en cada mínim gest que retorna la maduresa interpretativa de la seva actriu protagonista, gairebé la pel·lícula en si mateixa».
En una ressenya per Clarín, Pablo O. Scholz va escriure «ni el llibret ni la direcció es mostren pretensiosos, perquè el que busca Norma és entretenir, mostrar alguna misèria, riure's del que s'estableix i oblidar-se dels problemes». Diego Batlle d’Otros cines a esmentar que «el film no pretén donar lliçons de vida i mostra de manera orgullosa una veta una mica ingènua i naïve, però el resultat de la qual és molt més eficaç com menys cau en el subratllat alliçonador».

### Premis i nominacions
| Llista de premis i nominacions | Llista de premis i nominacions | Llista de premis i nominacions                                         | Llista de premis i nominacions | Llista de premis i nominacions | Llista de premis i nominacions |
| Any                            | Organització                   | Categoria                                                              | Nominat/a(s)                   | Resultat                       | Ref(s)                         |
| ------------------------------ | ------------------------------ | ---------------------------------------------------------------------- | ------------------------------ | ------------------------------ | ------------------------------ |
| 2024                           | XI edició dels Premis Platino  | Millor comèdia iberoamericana de ficció                                | Norma                          | Nominat                        | [ 12 ]                         |
| 2024                           | Premis Carlos Gardel           | Millor àlbum banda de so de cinema / televisió / producció audiovisual | Tomi Lebrero                   | Pendent                        | [ 13 ]                         |